# RS-24 Jars

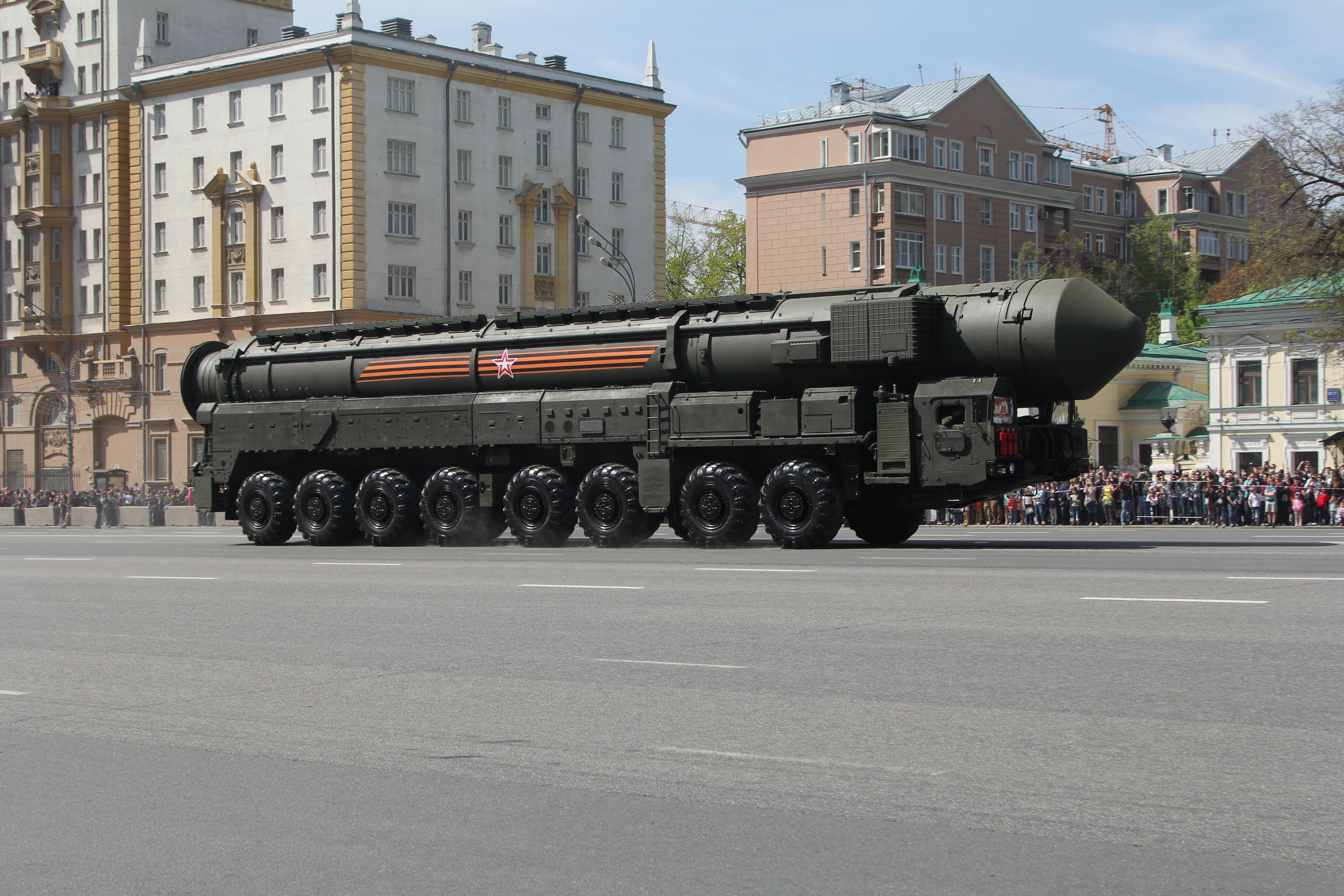
De RS-24 Jars

RS-24 Jars (Russisch: РС-24 Ярс– ракета стратегическая 24 Ядерная ракета сдерживания, raketa stragegitsjeskaja 24 jadernaja raketa sdertsjivanija, strategische raket versie 24 nucleaire afschrikkingsraket) (NAVO-codenaam: SS-27 Mod. 2 Sickle-B) is een Russische intercontinentale raket.

## Ontwerp
Het Thermotechnisch Insituut van Moskou ontwikkelde de raket als antwoord op de opzegging van het ABM-verdrag door de Verenigde Staten om door het geplande NAVO raketschild Ground-Based Midcourse Defense in Europa te dringen. Votkinski Zavod produceert de raketten.
Het betreft een verdere ontwikkeling van de Topol-M, maar dan uitgevoerd als MIRV met vier waterstofbommen van 500 kiloton TNT-equivalent tot tien waterstofbommen van 150 kiloton elk.
De raket is 23 m lang met 2 m diameter en 49.600 kg massa. De meertrapsraket heeft vier trappen: 1 en 2 met vastebrandstofmotor, 3 en 4 eventueel met vloeibarebrandstofmotor voor 11.000 km bereik en snelheid mach 20. De raket haalt 150 m nauwkeurigheid met traagheidsnavigatie en GLONASS.
Lancering gebeurt ofwel vanuit een raketsilo, ofwel vanuit een mobiele transporter erector launcher op een vrachtwagen MZKT-79221 met acht assen.

## Testlanceringen
De eerste test ging op 29 mei 2007 om 13:20 UTC van een mobiele lanceerinrichting op de Kosmodroom Plesetsk in het noordwesten van Rusland 5750 km ver naar het testgebied Koera  op het schiereiland Kamtsjatka. Verdere testen gebeurden op 25 december 2007 13:10 UTC, 26 november 2008 13:20 UTC en 24 december 2013 8:02 UTC. Meer dan tien testen werden uitgevoerd. Voor april 2023 werd een nieuwe test aangekondigd.

## Operationele dienst
Op 19 juli 2010 ging de raket in operationele dienst. In 2017 waren 50 lanceerinrichtingen paraat.
De strategische raketstrijdkrachten hadden in december 2022 136 raketten op mobiele lanceerplatformen en 16 in raketsilo’s bij zeven raketdivisies:
In raketsilo’s: 
- 28e raketdivisie te Kozelsk[16]

Op mobiele lanceerinrichtingen:
- 14e raketdivisie te Josjkar-Ola
- 29e raketdivisie te Irkoetsk
- 35e raketdivisie te Barnaoel[17][18]
- 39e raketdivisie te Novosibirsk
- 42e raketdivisie te Nizjni Tagil
- 54e raketdivisie te Tejkovo